# Quebrada Seca
Quebrada Seca är en ort i Honduras.   Den ligger i departementet Departamento de Cortés, i den västra delen av landet, 190 km norr om huvudstaden Tegucigalpa. Quebrada Seca ligger 89 meter över havet och antalet invånare är 2 248.
Terrängen runt Quebrada Seca är kuperad åt nordväst, men åt sydost är den platt. Runt Quebrada Seca är det mycket tätbefolkat, med 1 095 invånare per kvadratkilometer. Närmaste större samhälle är San Pedro Sula, 19,7 km söder om Quebrada Seca. 